# قورباغه بانایی
قورباغه بانایی (نام علمی: Leptobrachium banae) نام یک گونه از سرده قورباغه‌های بادپای شرقی است.